# 弓锯鲨属
弓锯鲨属（学名：Toxoprion）是旋齿鲨科的一属。

## 下属物种
本属包括以下物种：
- Toxoprion (Edestus) lecontei (Dean, 1898)